# Observatoř Panská Ves
Observatoř Panská Ves je detašované pracoviště Ústavu fyziky atmosféry Akademie věd České republiky postavené v roce 1962 nedaleko města Dubá na Českolipsku v Libereckém kraji.

## Umístění
Observatoř je na louce přímo sousedící s vesničkou Panská Ves, která je administrativní částí městečka Dubá v jižní části okresu Česká Lípa. Vesnička je 3 km od Dubé, 1 km od Nedamova, poměrně vysoko nad Dubou. Nikde v okolí nejsou větší průmyslové podniky či jiné světelné zdroje. Louka je v nadmořské výšce 315 metrů, oplocena, na území CHKO Kokořínsko, zhruba 1 km od Velkého beškovského vrchu. Kolem ní je vedena modře a červeně značené turistické trasy z Dubé na jih do centrálních partií Kokořínska. Do vsi vede místní komunikace od Nedamova, části Dubé.

## Historie
V období II. světové války se kvůli zdraví (tuberkulóza) přestěhoval i s rodinou do Panské Vsi radioamatér Miroslav Jiskra. V roce 1950 s pomocí přátel uvedl ve svém domku do chodu přijímač i vysílač a věnoval se měření ionosféry. V roce 1953 zde fungovalo detašované pracoviště ionosférického oddělení Geofyzikálního ústavu Československé akademie věd a Jiskra byl mezi prvními jeho zaměstnanci. V roce 1957 se mu jako prvnímu v Československu podařilo zachytit signály ze Sputniku 1 a dopravil je do Čs. rozhlasu. V roce 1962 byla na louce za vsí postavena první budova observatoře a tři roky poté zde začalo systematické měření signálů z družic. Byl zde instalován první sálový počítač Robotron.
Svými teleskopy observatoř sledovala a přijímala data z družic Magion 1 až 5 v letech 1978 až 2002. Tato měření souvisela s vědeckými projekty Interkosmos 24 a 25, Interbol 1 a 2.

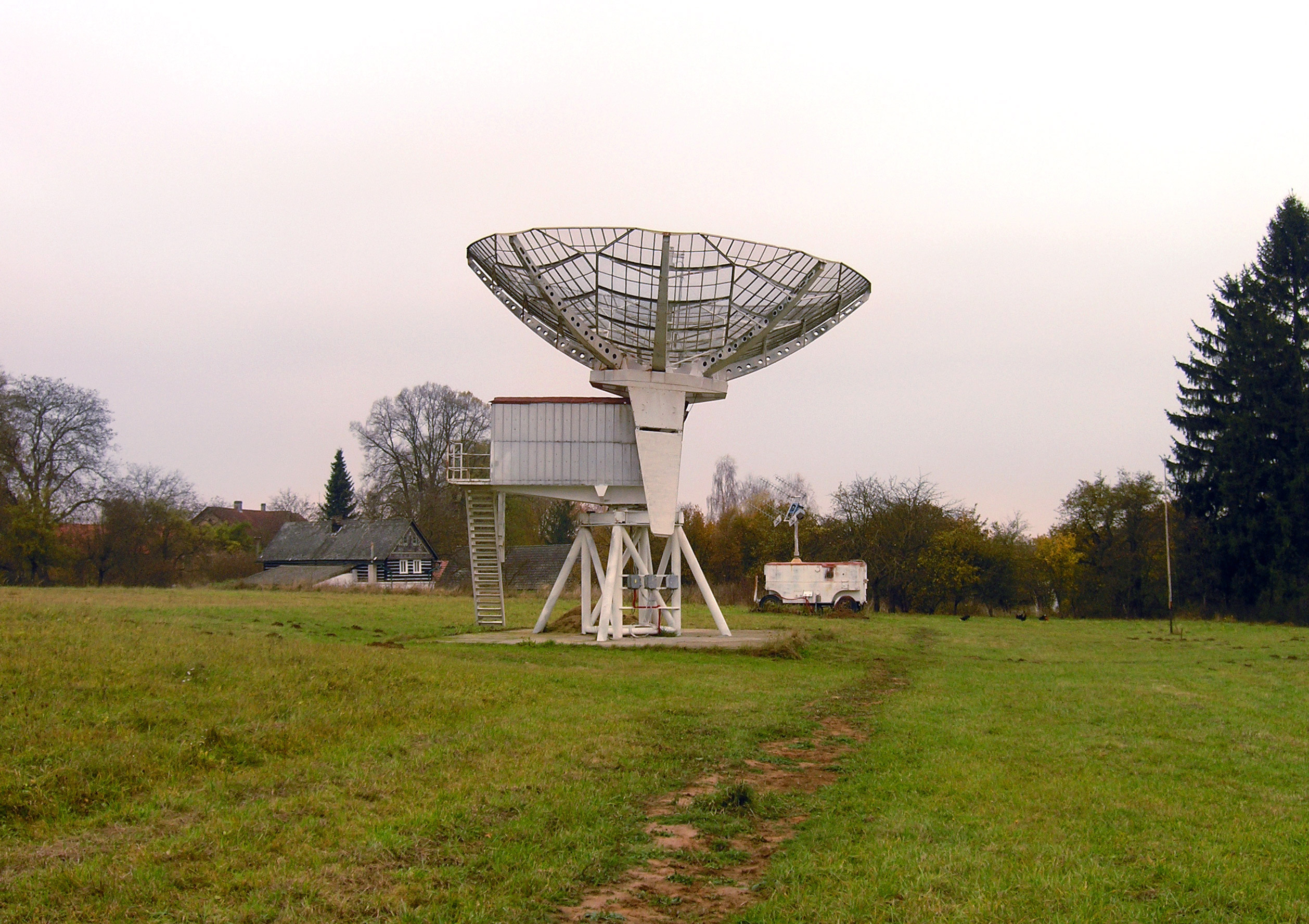
Teleskopy na louce; v popředí jsou patrné stopy po nově položených optických kabelech

V roce 2003 zde byla založena v hloubce 4 metrů seismologická stanice PVCC. Data jsou do České regionální seismické sítě předávána Internetem.

## Aktuální projekty

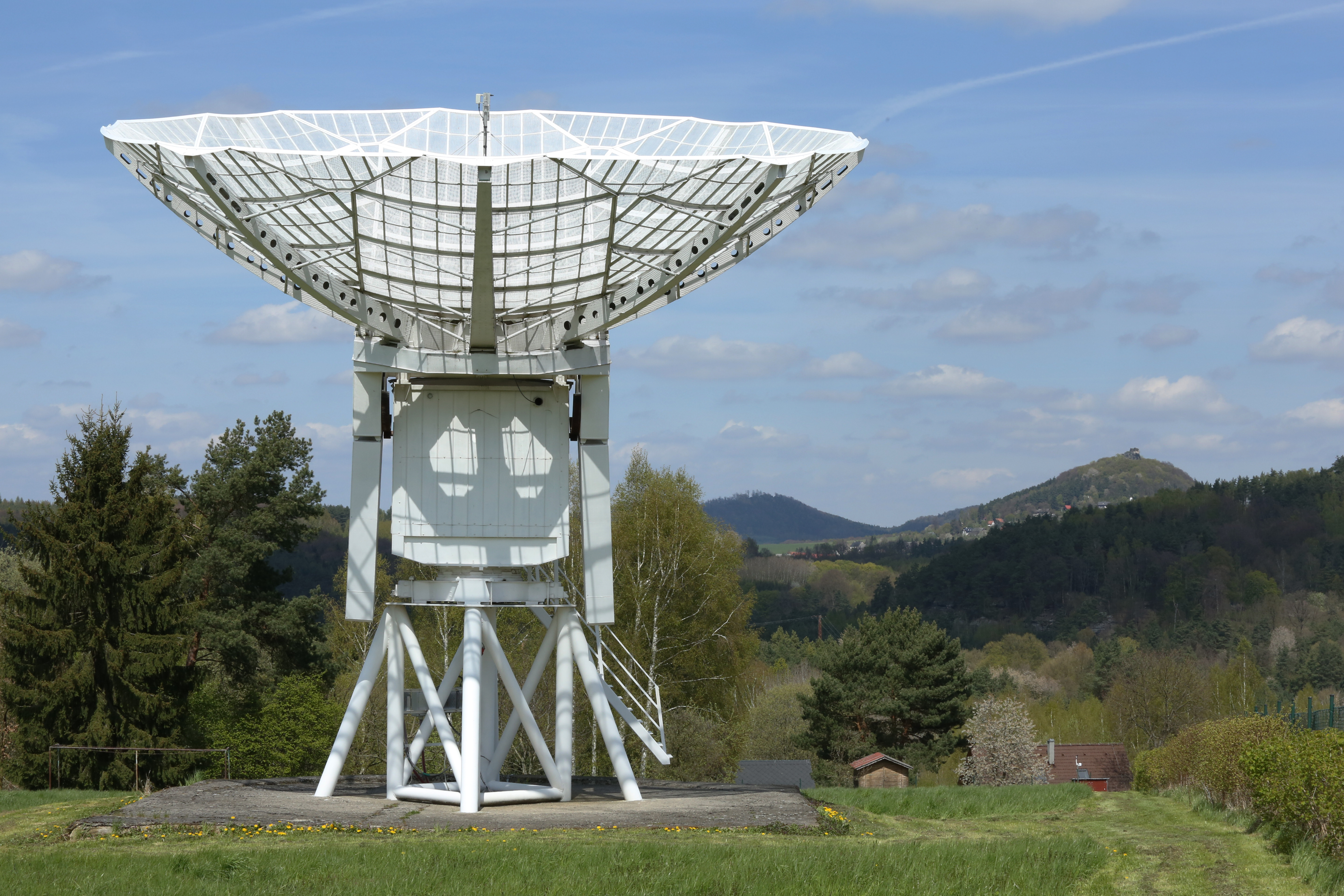
Pohled na jeden z teleskopů

Od roku 2007 jsou zde přijímána data z družic Cluster Evropské kosmické agentury ESA, od roku 2013 je observatoř zapojena do projektu sledování radiačních pásů pomocí družic Van Allen Probes americké NASA.